# نان رول
گرده نان یا نان رول یا بروتشن یا گاهی نانچه نوعی نان است که خمیر بعد از بار نخست ور آمدن تقسیم شده و به صورت گرد در می‌آید سپس خمیر یک بار پهن شده و بعد از آنکه به صورت رول شکل داده شد، بعد از بار دوم ور آمدن پخته می‌شود. این نان دارای اشکال گوناگونی است. در یکی از اشکال مرسوم، خمیر این نان به صورت مثلث دراز باز شده و از طرف پهن به طرف باریک پیچانده می‌شود. با ورود صنعت نان به ایران و تولید صنعتی نان، سهم این نان در سبد مصرف خانواد ایرانی بیشتر شد. نانی بسیار محبوب و نرم و لطیف است. در نوعی از آن به نسبت، کره بیشتری بکار می‌رود و رول کره‌ای نامیده می‌شود. بیشتر به عنوان غذای اصلی استفاده می‌شود.

## تکنیک آماده‌سازی

پخت نان رول
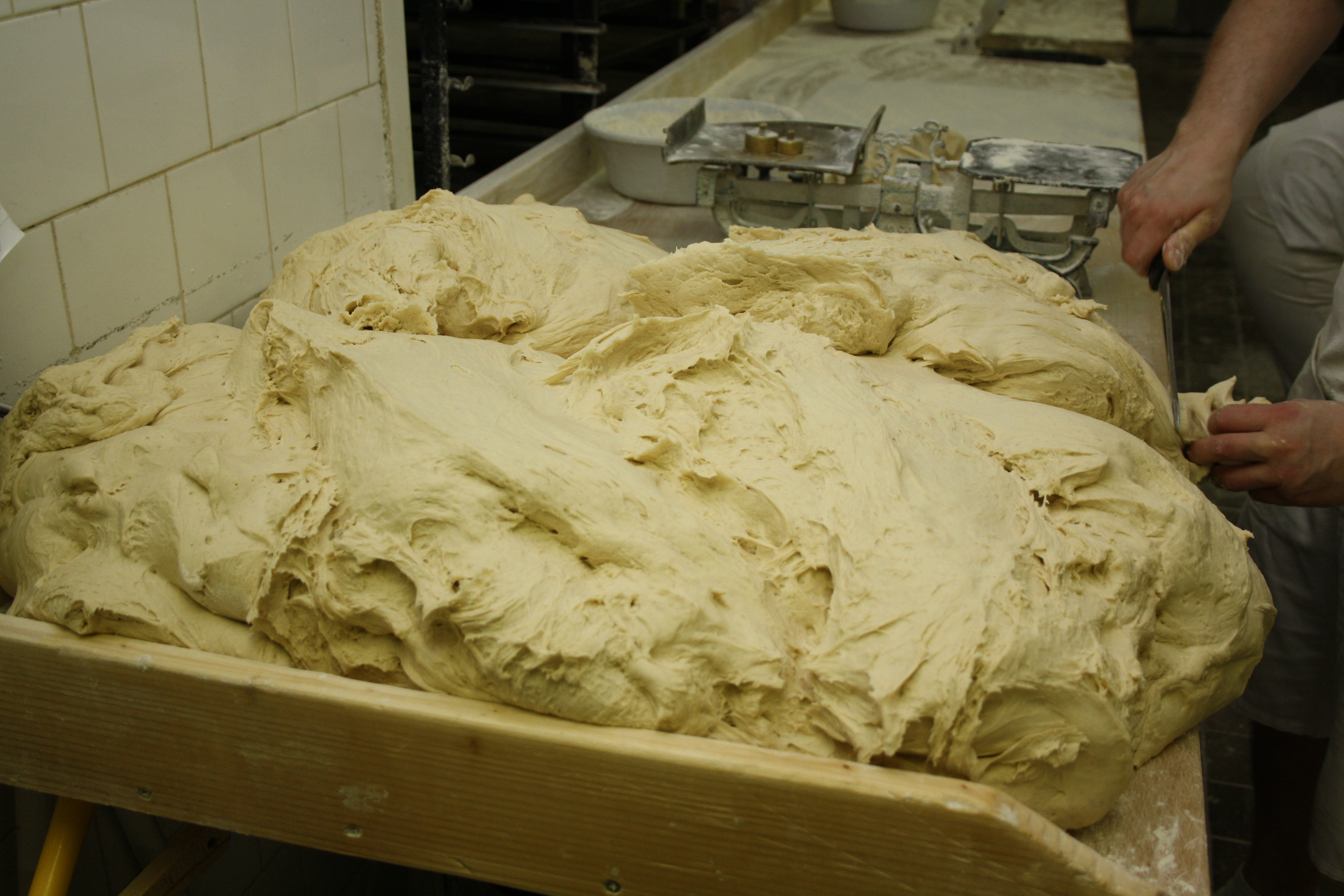
۱/۹
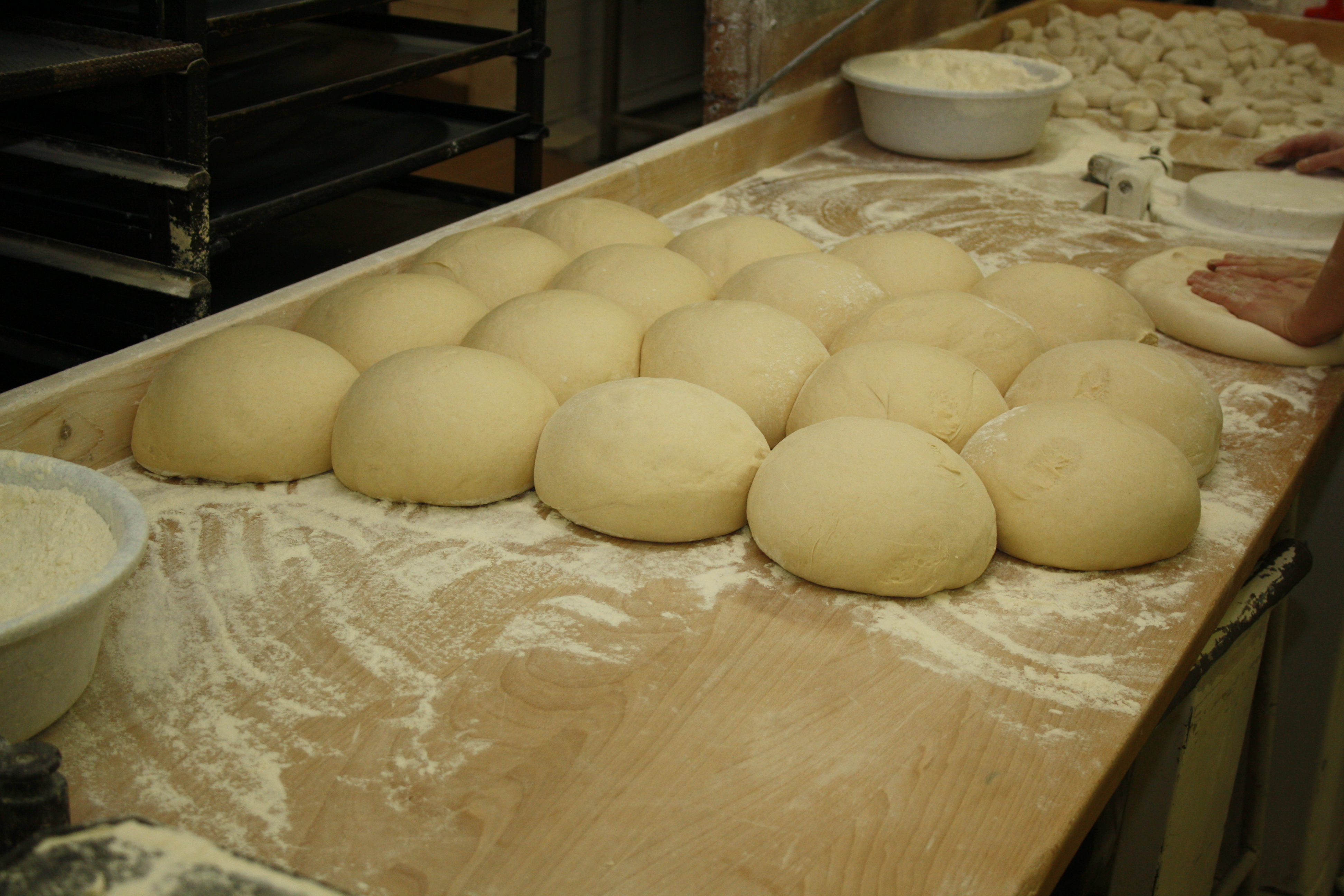
۲/۹
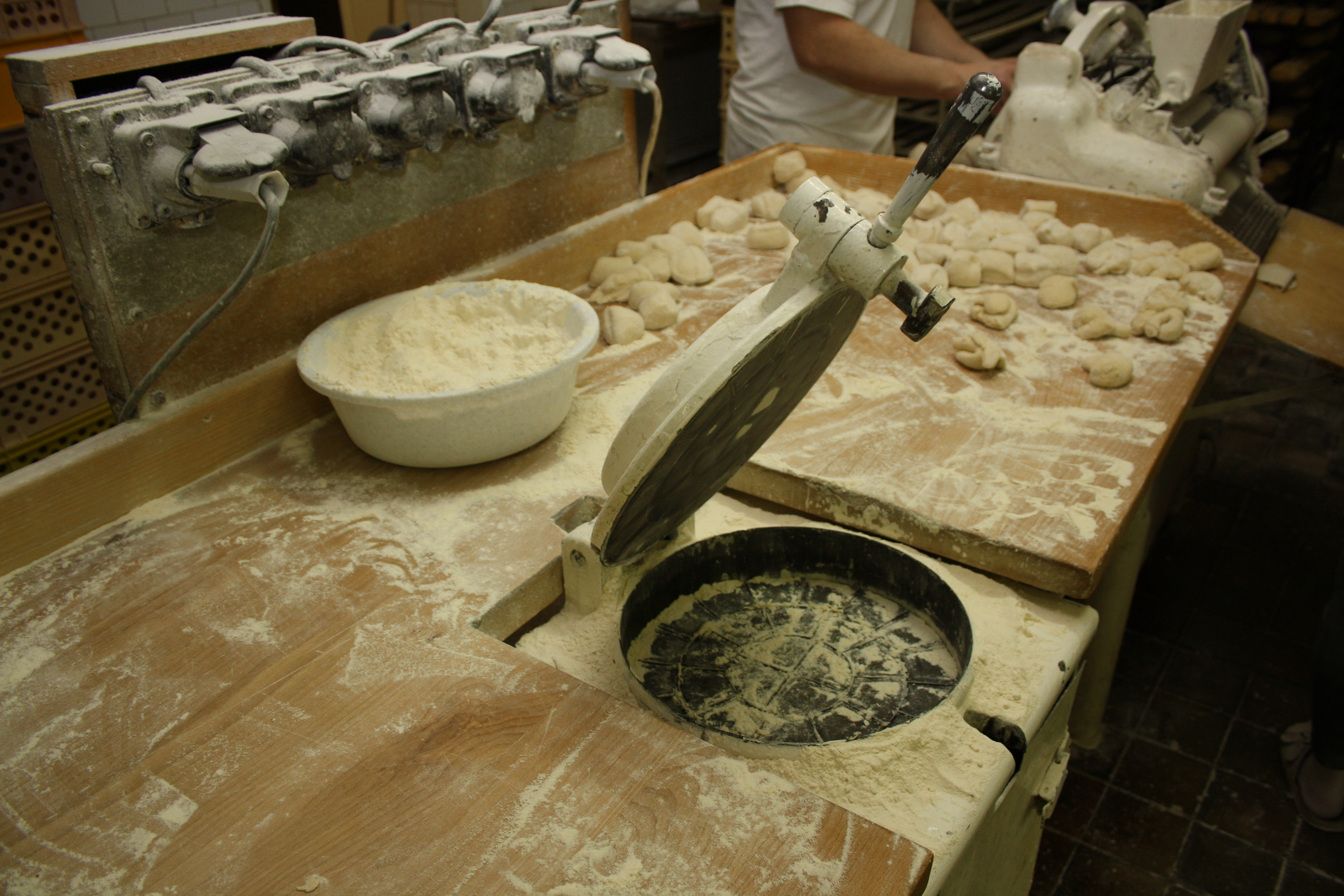
۳/۹
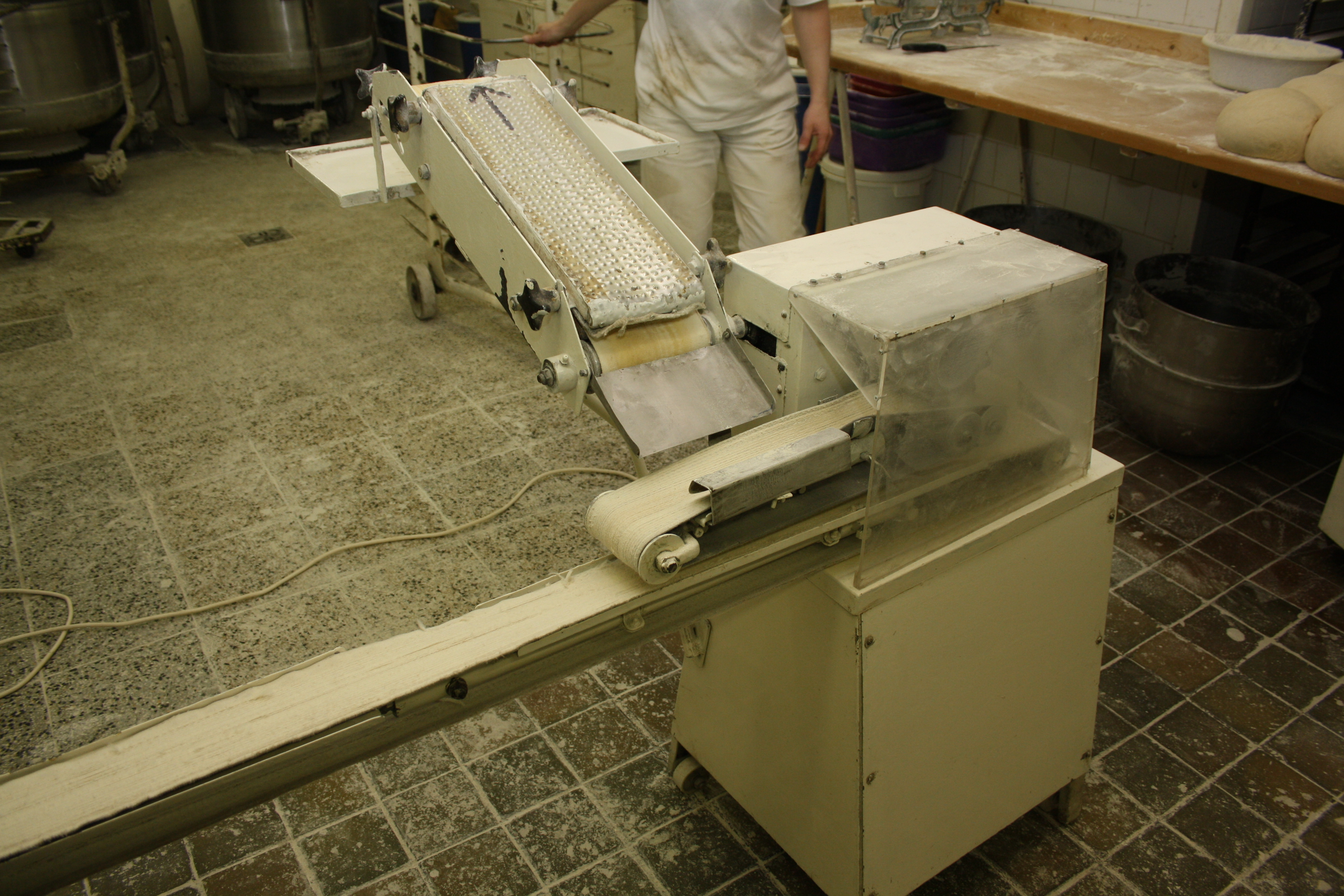
۴/۹
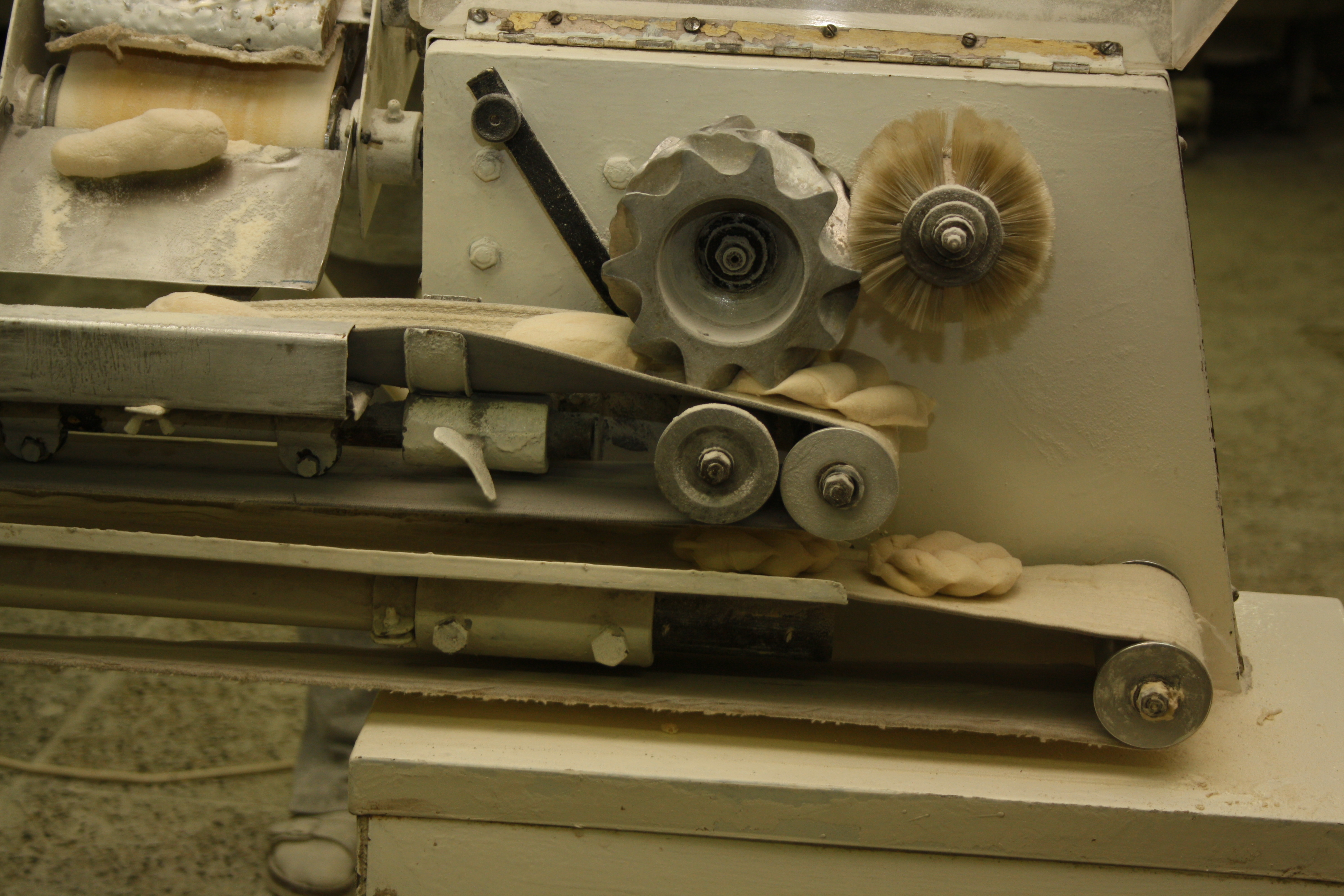
۵/۹
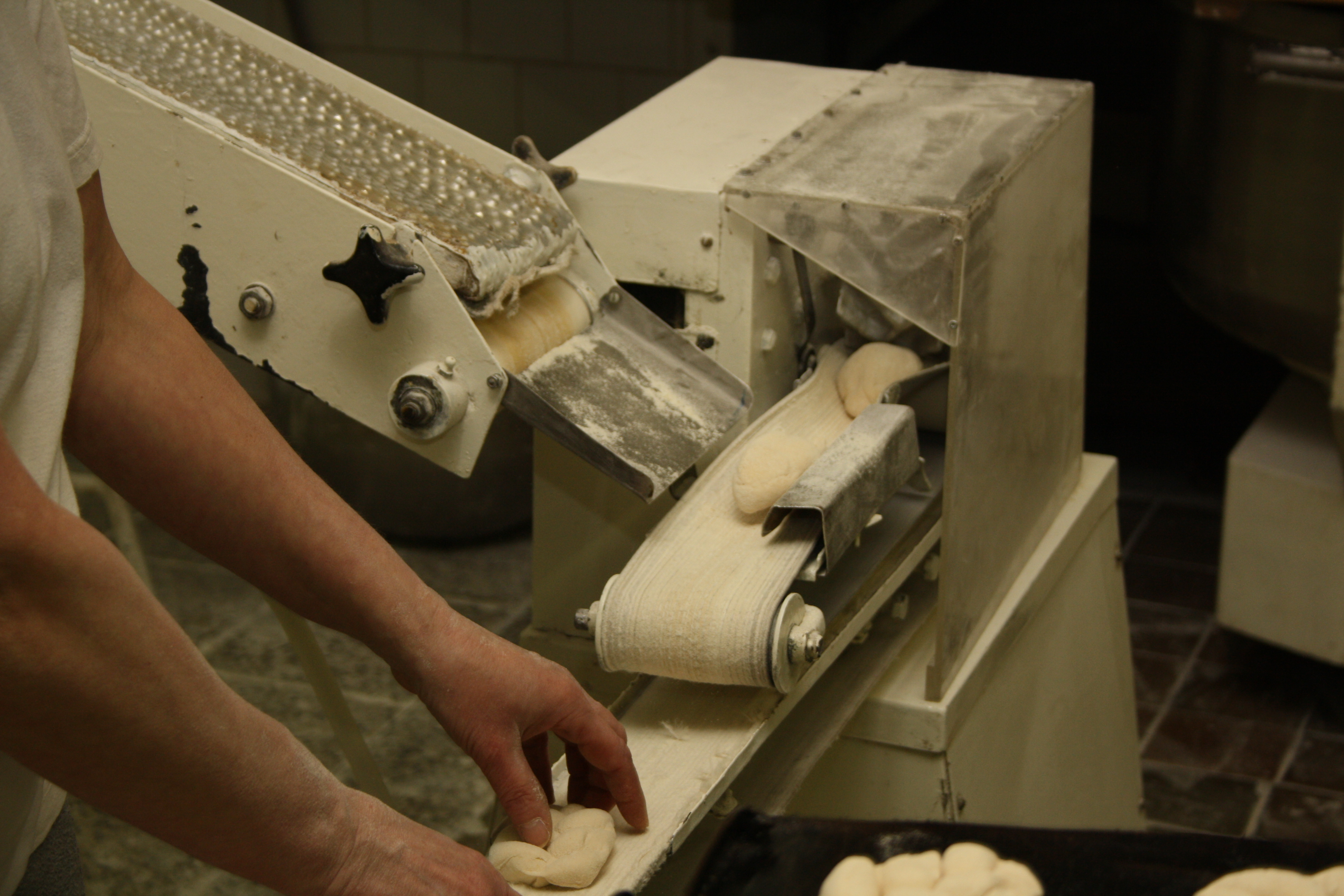
۶/۹
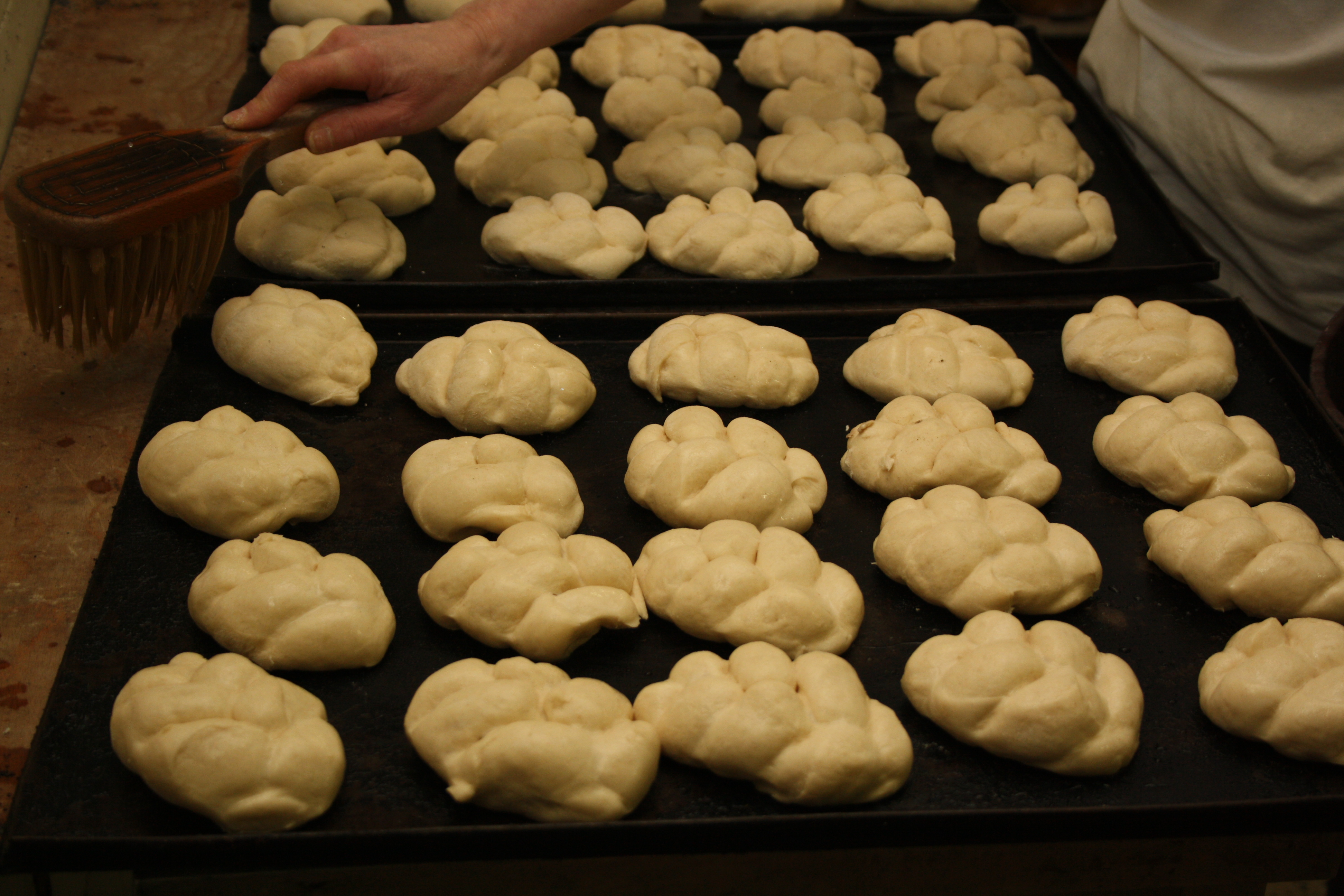
۷/۹
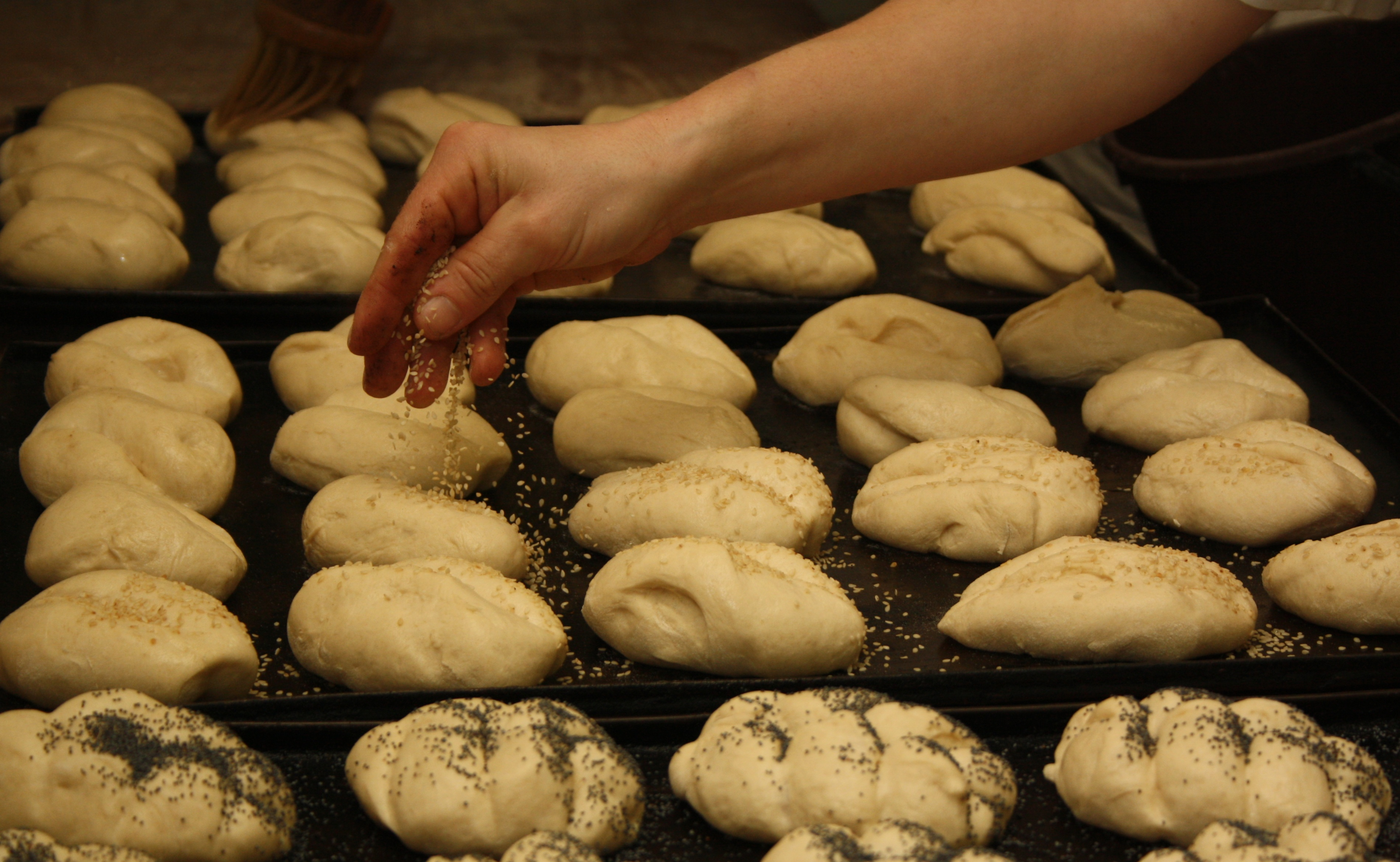
۸/۹
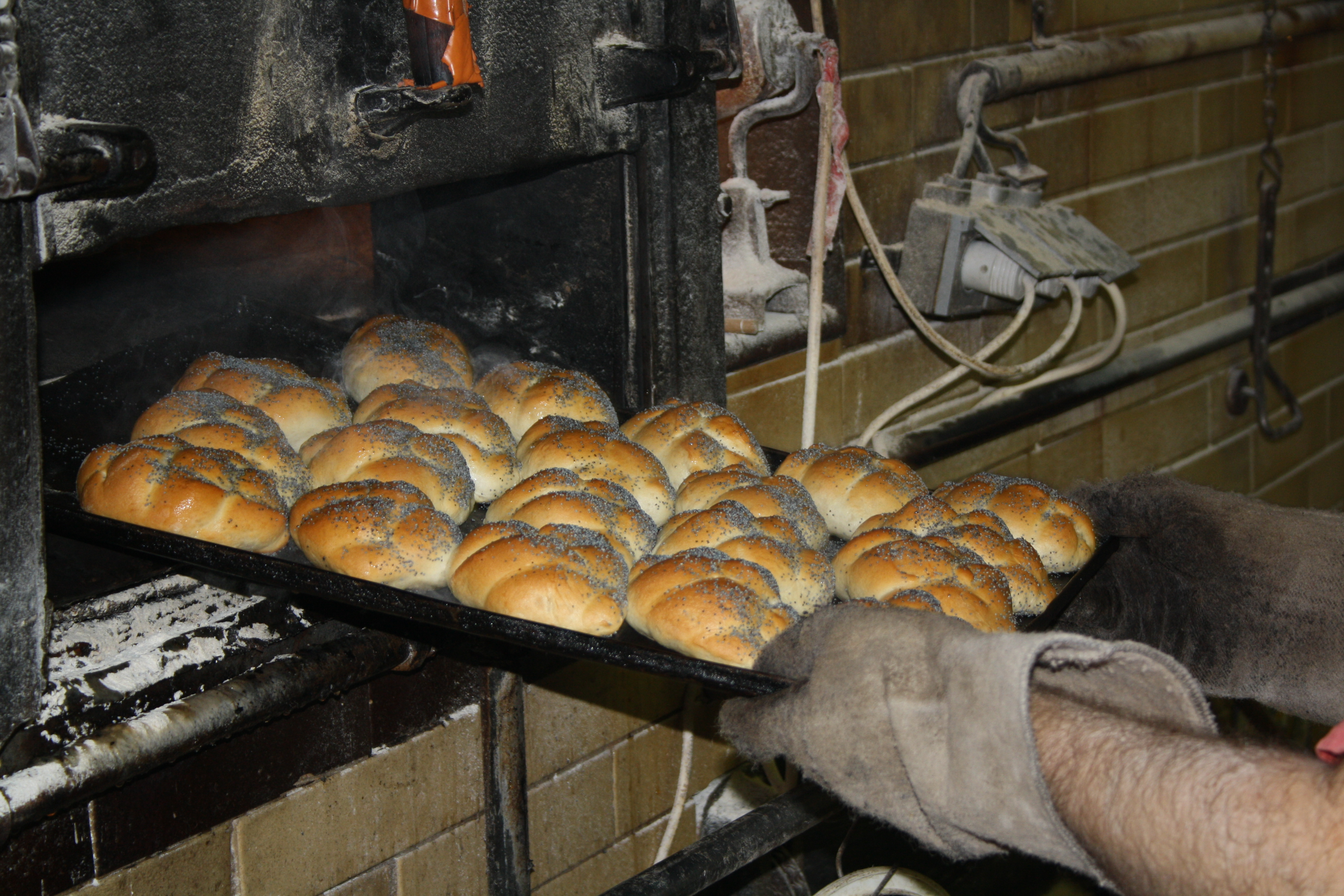
۹/۹